# Olympisch dorp van Saint-Denis

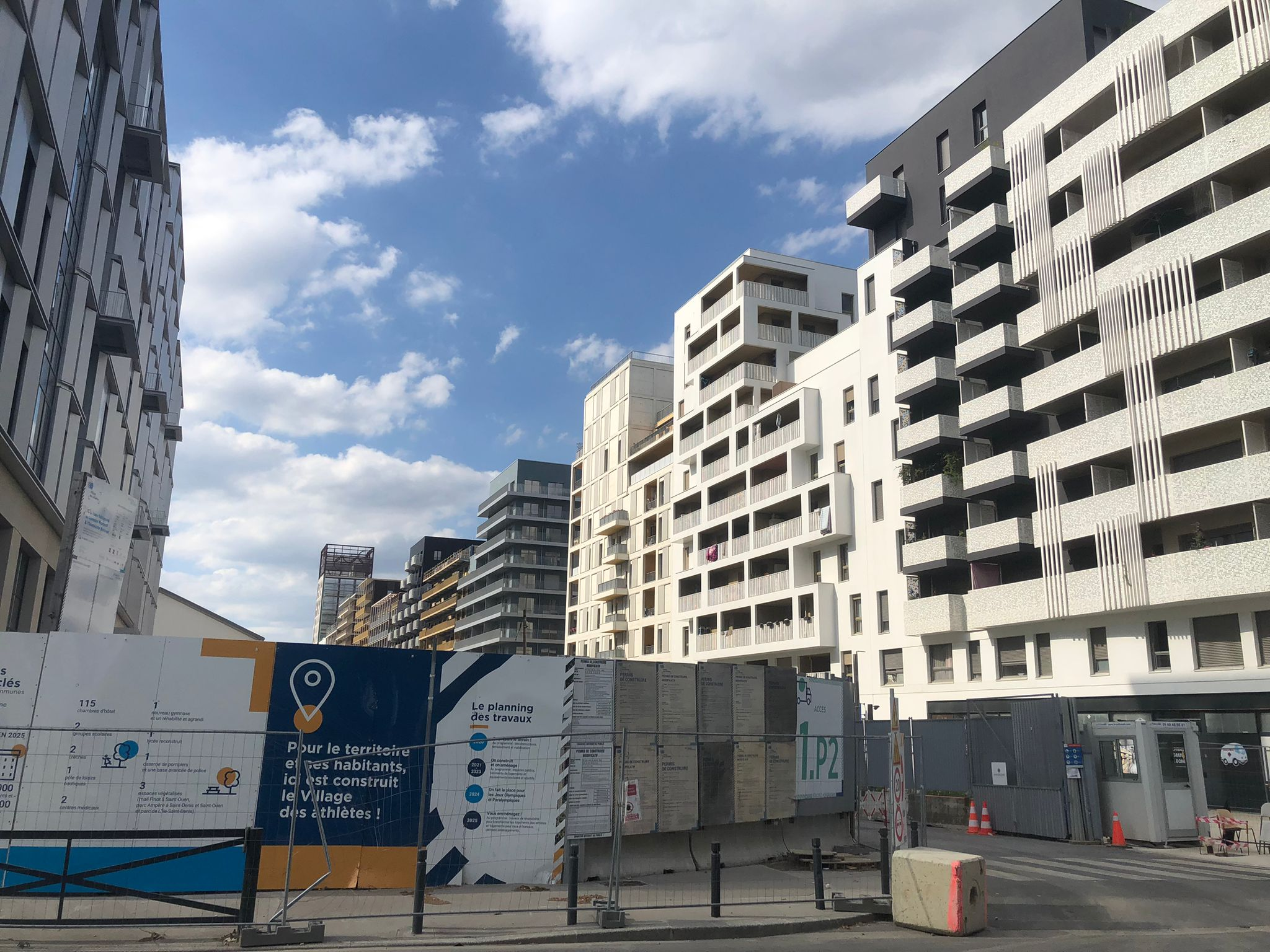
Het Village olympique de Saint-Denis in aanbouw (augustus 2023)

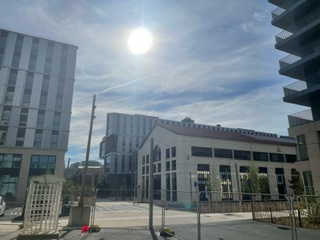

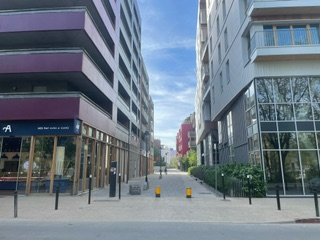

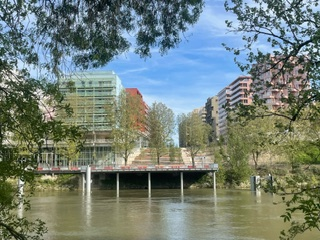

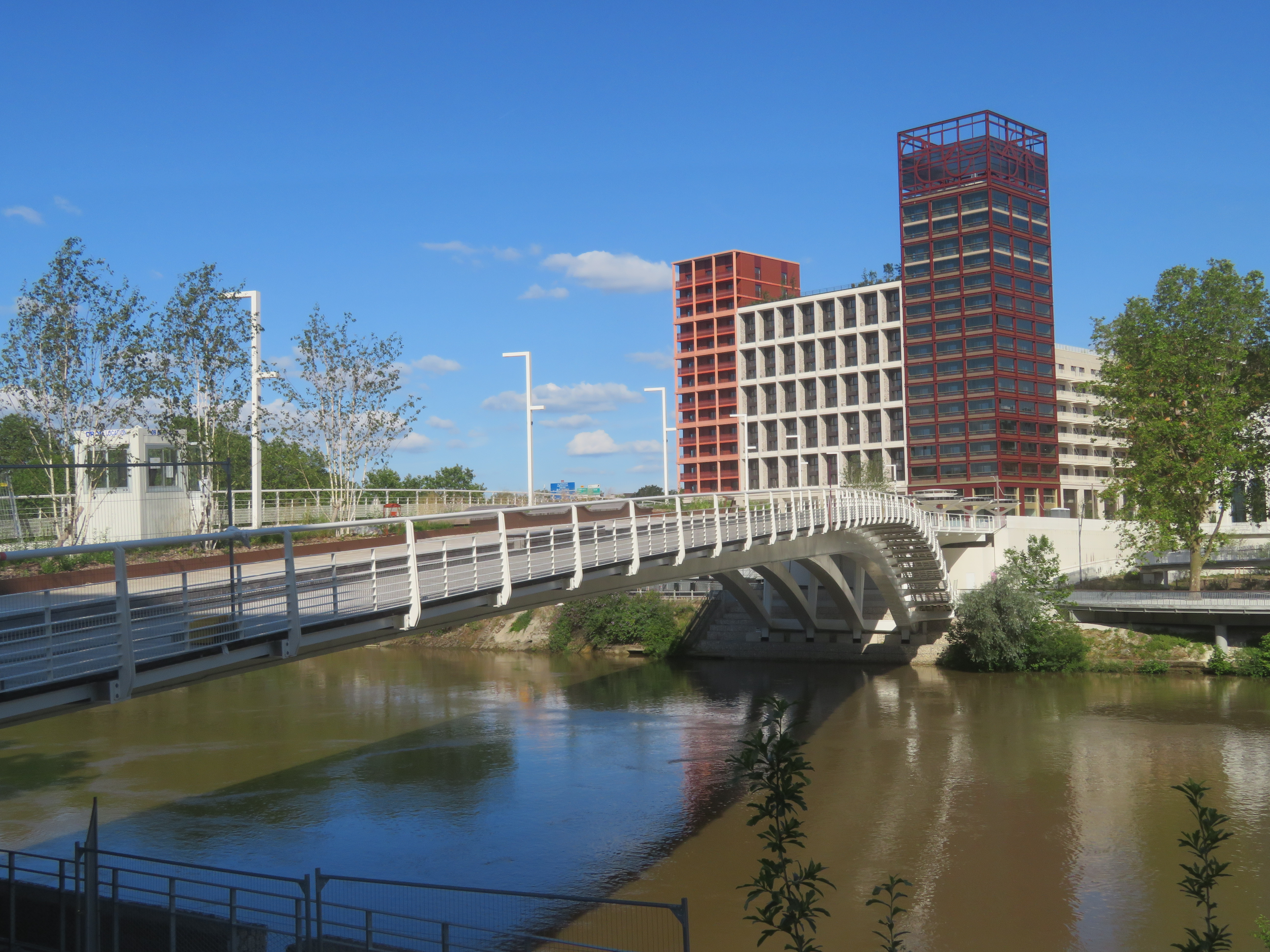
Passerelle over de Seine

Het Olympisch dorp van Saint-Denis is het Olympisch dorp dat ontworpen werd om atleten te huisvesten tijdens de organisatie van de Olympische en Paralympische Spelen in Parijs in de zomer van 2024.
Het grootste deel van het dorp ligt in de gemeente Saint-Denis, maar strekt zich ook uit over de gemeenten Saint-Ouen-sur-Seine en L'Île-Saint-Denis. Een deel van de site komt op het Île Saint-Denis en de Seine wordt overgestoken door een loopbrug die het eiland verbindt met de studio's in de Cité du Cinéma, waarrond twee andere percelen geïntegreerd worden in de site. De locatie ligt op ongeveer 1,3 km van het metrostation Saint-Denis Pleyel, dat na de verlenging van lijn 14 opende op 24 juni 2024, en dat in de toekomst in het kader van het Grand Paris Express transportproject uitgroeit tot een grote multimodale transporthub die ook bediend zal worden door de lijnen 15 en 16.
De site, ontworpen door architect Dominique Perrault, biedt plaats aan de 14.500 Olympische atleten en vervolgens de 9.000 Paralympische atleten en hun technische staf te huisvesten van 26 juli tot 8 september 2024. Na beide toernooien zal de wijk worden gerenoveerd en omgevormd tot een nieuwe wijk.

## Locatie
Op het grondgebied van Parijs was niet voldoende ruimte om een wijk als deze te ontwikkelen, dus werd Saint-Denis gekozen vanwege de nabijheid van sportfaciliteiten zoals het Stade de France en het nieuwe Centre aquatique olympique op 2 km afstand, maar ook vanwege de mogelijkheid om na het sportevenement te worden herontwikkeld: de wijk ligt in een gebied waarin woonuitbreiding werd gepland. De toevoeging van het eiland op het grondgebied van L'Île-Saint-Denis, financierde ook een loopbrug over de Seine. Het hele gebied bevatte ook voormalig industriegebied dat gedeeltelijk verlaten was, en dat hiermee gerenoveerd werd.
Het unieke aan de locatie is dat de zalen van de Cité du Cinéma er middenin liggen. Het heeft goede vervoersverbindingen, met de nabijheid van de snelweg A86, metrolijn 13 via de metrostations Mairie de Saint-Ouen en Carrefour Pleyel en het voornoemde metrostation Saint-Denis Pleyel voor lijn 14.

## Bouw en ontwikkeling
Het project voor het atletendorp, in 2015 ontworpen door architect Dominique Perrault, werd gekozen uit drie andere projectvoorstellen. De studies werden afgerond in maart 2019. De werkzaamheden gingen officieel van start op 4 november 2019, met een officieel bezoek van toenmalig premier Édouard Philippe en de Parijse burgemeester Anne Hidalgo om de symbolische eerste steen te leggen. 2020 ging voornamelijk op aan de voorbereiding van de site, de meeste bouwwerkzaamheden werden uitgevoerd van 2021 tot en met 2023, met dagelijks de inzet van 1400 tot 1900 arbeiders en 49 kranen, waardoor het op dat moment een van de grootste stedelijke bouwplaatsen in Europa was. 
De Seine was het voornaamste transportkanaal om materialen aan te voeren en af te voeren. De Cité du Cinéma wordt ook heringericht om als tijdelijk restaurant te dienen tijdens de Spelen, met een capaciteit van 60.000 maaltijden per dag. De voorkeur werd gegeven aan houtbouw (16 van de 22 gebouwen op L'Île-Saint-Denis zijn van houtskeletbouw), met minstens 30% Frans hout en geen tropisch hout, tenzij er specifieke technische beperkingen zijn, en het massale gebruik van koolstofarm beton.
Om een zuinig gebruik te garanderen, is het luchtcirculatiesysteem ontworpen voor natuurlijke zomerventilatie, terwijl verwarming en koeling worden geleverd door geothermische energie. De Olympische ontwikkeling van de site zal het mogelijk maken om de ontmanteling van de hoogspanningsleidingen te financieren, die over een afstand van 2,4 kilometer ondergronds herlegd werden, waardoor het mogelijk was om 27 hoogspanningsmasten te verwijderen (waarvan 6 binnen de site van het dorp) tussen Villeneuve-la-Garenne en Saint-Denis.
Het Olympisch Dorp zal uiteraard ook de atleten van de Paralympische Zomerspelen van 2024 verwelkomen, wat verklaart waarom de sites op de oostelijke oever werden ontworpen met een volledige universele toegankelijkheid in het achterhoofd. Op deze oever voldoet 100% van de accommodaties van het dorp aan de toegankelijkheidsnormen - terwijl de Franse wet slechts een drempel van 20% voorschrijft - met royale ruimtes waardoor bijvoorbeeld twee rolstoelen elkaar kunnen passeren in een gang.
Hoofdaannemer Solideo overhandigde de sleutels van Paris 2024 op 29 februari 2024, 1 dag voor de deadline, in aanwezigheid van de Franse president Emmanuel Macron.

## Na de Spelen
Het plan is om het dorp na de Spelen zo aan te passen dat de 3.500 woningen plaats kunnen bieden aan 6.000 inwoners en 6.000 werknemers. Het Olympisch busstation zal plaatsmaken voor een bebost park van 3 hectare.
Het ecodistrict L'Île-Saint-Denis zal uiteindelijk 300 woningen omvatten, waaronder 90 sociale woningen, een studentenresidentie, twee kantoorgebouwen, een hotel, winkels en diensten, waaronder een watersportcentrum en een kunstencentrum. De gebouwen zijn passief-energetisch, aangesloten op het stadsverwarmingsnet en uitgerust met fotovoltaïsche panelen op het dak in een verkeersvrije wijk met parkeergelegenheid gegroepeerd in een mobiliteitscentrum.